# فرودگاه جزایر کاستلوریزو
فرودگاه جزایر کاستلوریزو (به انگلیسی: Kastelorizo Island Public Airport) یک فرودگاه همگانی بهره‌برداری هوایی با کد یاتا KZS است که یک باند فرود آسفالت دارد و طول باند آن ۷۹۹ متر است. این فرودگاه در کشور یونان قرار دارد و در ارتفاع ۱۴۴٫۵ متری از سطح دریا واقع شده است.

## شرکت‌های هواپیمایی و مقصدهای پروازی
| شرکت‌های هواپیمایی | مقصدهای پروازی |
| ----------------- | -------------- |
| المپیک ایر        | رود (PSO)      |